# Pelagonemertes oviporus
Pelagonemertes oviporus är en djurart som tillhör fylumet slemmaskar, och som beskrevs av Korotkevich 1955. Pelagonemertes oviporus ingår i släktet Pelagonemertes och familjen Pelagonemertidae. Inga underarter finns listade i Catalogue of Life.